# Bristol 408
La 408 è un'autovettura di lusso prodotta dalla Bristol dal 1963 al 1966. Nel 1965 venne lanciata una versione leggermente modificata del modello, a cui fu dato il nome di 408 Mark II. Per la Bristol, il fatto di commercializzare una nuova serie di un'autovettura associandole un nuovo nome, fu una scelta inusuale.

## Storia
La meccanica della 408 era pressoché identica a quella della 407. La 408 aveva quindi installato un motore Chrysler V8 da 5.130 cm³ di cilindrata ed un cambio automatico a tre rapporti. Il motore era montato anteriormente, mentre la trazione era posteriore. 
Le differenze tra i due modelli risiedevano principalmente nello stile della carrozzeria. Il frontale fu completamente rinnovato, ed al suo posto venne realizzata una parte anteriore caratterizzata dall'avere una calandra rettangolare, sulla quale erano applicate delle pronunciate barre orizzontali. Un'altra differenza risiedeva negli indicatori di direzione, che sulla 408 erano larghi e rettangolari. Sulla 407, invece, possedevano una forma rotonda.
Nel 1965 il modello fu aggiornato. Nell'occasione, la vettura rivista fu denominata 408 Mark II. Tra le novità, ci fu l'installazione di una leva di comando del cambio automatico che sostituì il bottone montato precedentemente. Ciò fu fatto per evitare l'azionamento accidentale della trasmissione. La novità più importante fu però l'incremento della cilindrata del motore, che arrivò a 5.211 cm³.